# Шутов, Пётр Васильевич
Пётр Васильевич Шутов (1913—1989) — генерал-майор Советской Армии, участник советско-финской, Великой Отечественной и советско-японской войн, Герой Советского Союза (1940).

## Биография
Пётр Шутов родился 23 ноября 1913 года в селе Малая Пуза (ныне — Починковский район Нижегородской области). Учился в жилищно-строительном техникуме. Проживал и работал сначала в Нижнем Новгороде, затем в Коломне. В 1934 году Шутов был призван на службу в Рабоче-крестьянскую Красную Армию. В 1938 году он окончил Московское военное командное училище. Участвовал в боях советско-финской войны, будучи начальником штаба дивизиона 402-го гаубичного артиллерийского полка 7-й армии Северо-Западного фронта.
В критических моментах боёв Шутов два раза заменял собой выбывших из строя командиров батарей и успешно руководил этими подразделениями. Благодаря полученным Шутовым разведданным дивизион уничтожил несколько важных объектов финской обороны и линий заграждений, что способствовало успешному наступлению пехотных частей.
Указом Президиума Верховного Совета СССР от 21 марта 1940 года за «образцовое выполнение боевых заданий командования на фронте борьбы с финской белогвардейщиной и проявленные при этом отвагу и геройство» лейтенант Пётр Шутов был удостоен высокого звания Героя Советского Союза с вручением ордена Ленина и медали «Золотая Звезда» за номером 362.
Окончил первый курс Военной артиллерийской академии имени Ф. Э. Дзержинского. С начала Великой Отечественной войны — на её фронтах, прошёл боевой путь до Германии — командиром  9-го отдельного гвардейского миномётного дивизиона 26-й гвардейской стрелковой дивизии, командиром 39-го гвардейского миномётного ордена Красной Звезды полка. 
Участвовал в советско-японской войне — командиром 17-й гвардейской тяжёлой миномётной Берлинской Краснознамённой бригады. После её окончания продолжил службу в Советской Армии. 
В 1950 году Шутов окончил Военную академию имени М. В. Фрунзе, в 1955 году — Военную академию Генерального штаба. 
В 1971 году в звании генерал-майора он был уволен в запас. Проживал в Москве.
Скончался 23 ноября 1989 года, похоронен на Троекуровском кладбище Москвы.
Был также награждён пятью орденами Красного Знамени, орденом Александра Невского, двумя орденами Отечественной войны 1-й степени, орденом Красной Звезды и рядом медалей. 

## Память
- В экспозиции и в фондах Военно-исторического музея артиллерии, инженерных войск и войск связи сохраняются для потомства личные вещи многих героев–артиллеристов. Среди них бинокль, планшетка, артиллерийский компас, артиллерийская логарифмическая линейка Героя Советского Союза Петра Васильевича Шутова, бывшего командира 9–го отдельного гвардейского минометного дивизиона, участвовавшего в боях на Волховском фронте, командира 39 гв. минп и 17 гв. минбр[2].